# Rendahlia
Rendahlia is een monotypisch geslacht van straalvinnige vissen uit de familie van eigenlijke tongen (Soleidae).

## Soort
- Rendahlia jaubertensis (Rendahl, 1921)